# Vi hiếp
Vi hiếp, vi kích hoặc sự công kích vi mô (tiếng Anh: microaggression) là một thuật ngữ được sử dụng cho những hành vi hạ thấp người khác trong đời sống hằng ngày bằng lời nói hay hành động mang tính cố ý hoặc vô ý nhằm biểu thị thái độ tiêu cực, thù địch hoặc xúc phạm đối với những nhóm thiểu số bị kỳ thị hoặc bị gạt ra ngoài lề văn hóa. Thuật ngữ này được đặt ra bởi bác sĩ tâm thần Chester M. Pierce tại Đại học Harvard vào năm 1970 để mô tả những lời lăng mạ và sa thải gây ra cho người Mỹ gốc Phi mà ông thường xuyên chứng kiến. Vào đầu thế kỷ 21, thuật ngữ này được sử dụng cho sự hạ thấp giá trị người khác dành cho các nhóm người bị cho là loại trừ xã hội ví dụ như người LGBTQ+, người nghèo hay người khuyết tật. Nhà tâm lý học Derald Wing Sue định nghĩa vi hiếp là "những cuộc đối thoại ngắn, thường ngày nhằm gửi những thông điệp gièm pha đến một số cá nhân vì tư cách thành viên trong nhóm thiểu số của họ". Những người đưa ra nhận xét có thể có ý tốt nhưng không nhận thức được tác động xấu tiềm ẩn từ lời nói của họ.
Một số học giả và nhà bình luận xã hội đã chỉ trích khái niệm vi hiếp vì thiếu cơ sở khoa học, phụ thuộc quá nhiều vào bằng chứng chủ quan và thúc đẩy tâm lý mong manh. Một số người cho rằng, vì thuật ngữ "vi hiếp" có nghĩa bao hàm để mô tả hành vi bạo lực bằng lời nói nên thuật ngữ này có thể đã bị lạm dụng để phóng đại tác hại, dẫn đến sự báo thù và nâng cao vai trò nạn nhân.
Derald Wing Sue, người đã phổ biến thuật ngữ vi hiếp, đã bày tỏ về cách khái niệm này đang được sử dụng: "Tôi lo ngại rằng những người sử dụng khái niệm này sẽ đưa chúng ra khỏi ngữ cảnh và sử dụng chúng như như một cách để trừng phạt hơn là một cách để nhắc nhở."  Trong ấn bản năm 2020 của cuốn sách của ông với Lisa Spanierman và trong cuốn sách năm 2021 với các sinh viên tiến sĩ của mình, Tiến sĩ Sue giới thiệu ý tưởng về "microinterventions" như là giải pháp tiềm năng cho các hành vi vi hiếp.

## Mô tả
Các hành vi vi hiếp thường có tính phổ biến hàng ngày liên quan đến các sự khác nhau về bản sắc cá nhân của một người như giới tính, xu hướng tính dục, chủng tộc, dân tộc và tuổi tác, cùng các khía cạnh khác. Chúng được cho là bắt nguồn từ những định kiến và niềm tin trong đời sống hằng ngày, có thể được thể hiện thông qua các tương tác bằng lời nói hàng ngày một cách cố tình hoặc vô ý. Mặc dù những tương tác này thường có vẻ vô hại, nhưng chúng được coi là một hình thức phân biệt chủng tộc hoặc phân biệt đối xử hằng ngày. Hầu hết các nạn nhân bị kỳ thị đều thường xuyên trải qua các hành vi vi hiếp. Điều này có thể gây ra sự căng thẳng tột độ cho các nạn nhân vì họ dễ dàng bị chối bỏ bởi những người gây ra hành vi vi hiếp. Trong môi trường văn hóa thống trị, các thành viên trong nhóm "chủ đạo" cũng khó xác định đâu là hành vi vi hiếp bởi họ thường không nhận thức được rằng mình đang gây hại cho người khác. Derald Wing Sue mô tả hành vi vi hiếp bao gồm các tuyên bố lặp lại hoặc khẳng định định kiến về nhóm thiểu số hoặc hạ thấp các thành viên trong nhóm thiểu số một cách tinh vi.
Theo đó, vi hiếp thường tồn tại dưới ba dạngː
- Tấn công vi mô (microassault): những hành động tấn công, công kích ở cấp độ vi mô là lời nói, lời lăng mạ và hành động đối với người thiểu số. Ví dụː gọi tên, có hành vi tránh né hay hành động phân biệt đối xử có mục đích.
- Lăng mạ vi mô (microinsult): truyền đạt sự thô lỗ và thiếu tế nhị và hạ thấp nhận dạng của người thiểu số; có những lời dè bỉu ngầm hay tin nhắn ẩn danh xúc phạm nạn nhân.
- Phủ nhận vi mô (microinvalidation): loại trừ, phủ nhận trải nghiệm phân biệt đối xử của người thiểu số.

Tuy nhiện, một số nhà tâm lý học đã chỉ trích lý thuyết về vi hiếp vì cho rằng tất cả sự xúc phạm bằng lời nói, hành động trong các bối cảnh môi trường khác nhau là do thiên kiến.

### Các thể loại vi hiếp
Khi tiến hành nghiên cứu tập trung hai nhóm người Mỹ gốc Á, Sue đã đề xuất tám chủ đề khác nhau về hành vi vi hiếp về chủng tộc:
- Người ngoài trên chính mảnh đất của họ (Alien in own land)ː Khi người khác màu da là cho là người nước ngoài. Ví dụː "Vậy bạn thực sự đến từ đâu?" hay "Tại sao bạn không nói giọng đặc trưng của bạn?"
- Quy chụp về sự thông minhː Khi người khác màu da bị rập khuôn để có một mức độ thông minh nhất định dựa trên chủng tộc của họ. Ví dụː "Những người như bạn luôn học giỏi" hay "Nếu tôi thấy có nhiều sinh viên gốc Á trong lớp của tôi, tôi biết là lớp này sẽ rất khó."
- Từ chối thực tế chủng tộc: Khi mọi người nhấn mạnh rằng một người khác màu da không bị phân biệt chủng tộc hoặc bị đối xử bất bình đẳng.
- Định kiến hóa vẻ ngoài của phụ nữ khác màu da: Khi phụ nữ không phải là người da trắng bị định kiến là "kỳ lạ" dựa trên giới tính, ngoại hình và mong muốn của giới truyền thông.
- Từ chối thừa nhận sự khác biệt trong nội bộ sắc tộc: Khi người nói bỏ qua sự khác biệt trong nội bộ sắc tộc và thừa nhận sự đồng nhất rộng rãi giữa nhiều nhóm dân tộc. Ví dụː Những mô tả như "tất cả người Mỹ gốc Á đều giống nhau" hoặc giả định rằng tất cả những người của một dân tộc thiểu số nói cùng một ngôn ngữ hoặc có cùng các giá trị văn hóa.
- Bệnh lý hóa các giá trị văn hóa hay phong cách giao tiếp: Khi nền văn hóa và giá trị của người Mỹ gốc Á được coi là kém cỏi. Ví dụː Việc coi sự im lặng (một chuẩn mực văn hóa hiện diện ở một số cộng đồng châu Á) là một điều xấu, dẫn đến sự bất lợi khi tham gia môi trường học thuật tại một số quốc gia phương Tây.
- Công dân hạng hai: Khi người khác màu da bị đối xử như những người kém cỏi hơn hoặc không được đối xử bình đẳng về quyền lợi hoặc mức độ ưu tiên. Ví dụː Một người đàn ông Hàn Quốc yêu cầu đồ uống trong một quán bar bị nhân viên pha chế phớt lờ hoặc nhân viên pha chế chọn phục vụ một người đàn ông da trắng trước khi phục vụ người đàn ông Hàn Quốc.
- Tính vô hình: Người Mỹ gốc Á được coi là vô hình hoặc đứng ngoài các cuộc thảo luận về chủng tộc và phân biệt chủng tộc. Ví dụː Các cuộc thảo luận về chủng tộc ở Hoa Kỳ loại trừ người Mỹ gốc Á bằng cách chỉ tập trung vào các vấn đề 'da trắng và da màu'.

Trong một bài bình duyệt năm 2017, Scott Lilienfeld đã chỉ trích nghiên cứu về vi hiếp vì hầu như không có sự phát triển về phân loại học trong nghiên cứu đã được Sue đề xuất gần 10 năm trước đó. Trong khi thừa nhận thực tế về "sự coi thường và xúc phạm tinh vi nhắm đến nhóm thiểu số", Lilienfeld kết luận rằng ý tưởng và chương trình đánh giá khoa học của nó "quá kém phát triển về mặt khái niệm và phương pháp luận để đảm bảo ứng dụng trong thực tế". Ông khuyến nghị nên bỏ thuật ngữ microaggression (vi hiếp) vì "việc sử dụng từ gốc 'aggression' trong 'microaggression' là khó hiểu và gây hiểu lầm về mặt khái niệm". Ngoài ra, ông kêu gọi tạm dừng các chương trình đào tạo về vi hiếp cho đến khi nghiên cứu sâu hơn để có thể phát triển lĩnh vực này.

### Chủng tộc hoặc sắc tộc
Các nhà khoa học xã hội Sue, Bucceri, Lin, Nadal và Torino (2007) đã mô tả vi hiếp là "bộ mặt mới của phân biệt chủng tộc", nói rằng bản chất của phân biệt chủng tộc đã thay đổi theo thời gian từ những biểu hiện công khai của sự thù ghét chủng tộc và tội ác do thù hận sang những biểu hiện của sự ác cảm mang tính phân biệt chủng tộc một cách tinh vi hơn, mơ hồ và thường không chủ ý. Sue cho rằng, điều này đã khiến một số người Mỹ tin sai rằng những người Mỹ không phải da trắng không còn bị phân biệt chủng tộc nữa. Một ví dụ về những biểu hiện phân biệt chủng tộc tinh vi như vậy là học sinh châu Á hoặc bị cho là "có vấn đề" hoặc bị phạt vì quá thụ động hoặc ít nói.

### Giới tính
Chủ nghĩa phân biệt giới tính biểu hiện một cách rõ ràng trong xã hội đang có xu hướng giảm đi, nhưng vẫn tồn tại dưới nhiều hình thức biểu hiện khác nhau, bất kể là mang tính tế nhị hay thiếu tế nhị. Phụ nữ vẫn gặp phải những hành vi vi hiếp khiến họ cảm thấy thấp kém, bị coi thường và bị ràng buộc với những vai trò giới hạn. Điều này có thể bắt gặp được tại môi trường công sở, môi trường học thuật, cũng như trong thể thao. Vi hiếp dựa trên giới tính được áp dụng cho các vận động viên nữ trong các trường hợp như: khả năng của họ chỉ được so sánh với nam giới, họ bị đánh giá dựa trên "sự hấp dẫn", hay bị yêu cầu/đề nghị mặc trang phục "nữ tính" trong lúc thi đấu.
Các ví dụ khác về hành vi vi hiếp có tính phân biệt giới tính nhưː gọi một ai đó bằng tên gọi có tính chất phân biệt giới tính, [người đàn ông] từ chối rửa bát  vì đó là 'công việc chỉ dành cho của phụ nữ', đưa ra những lời khuyên mang tính tình dục dành với người khác mà người đó không mong muốn.
Makin và Morczek cũng sử dụng thuật ngữ vi hiếp giới tính để chỉ sở thích của nam giới đối với nội dung khiêu dâm mang tính bạo lực.
Các nhà xã hội học Sonny Nordmarken và Reese Kelly (2014) đã xác định các hành vi vi hiếp cụ thể đối với người chuyển giới mà họ phải đối mặt trong các cơ sở chăm sóc sức khỏe bao gồmː bệnh lý hóa, tình dục hóa; bị từ chối, vô hiệu hóa, phơi bày, cô lập, xâm nhập thân thể và ép buộc.

### Xu hướng tính dục
Trong các nhóm nghiên cứu, các cá nhân được xác định là song tính báo cáo về những hành vi vi hiếp nhưː bị những người khác phủ nhận hoặc bác bỏ, không chấp nhận xu hướng tính dục của họ, gây áp lực buộc họ phải thay đổi danh tính song tính, cho rằng họ quan hệ tình dục bừa bãi, và đặt câu hỏi về khả năng duy trì mối quan hệ một vợ một chồng của họ.
Một số người thuộc cộng đồng LGBTQ+ cho biết đã nhận được những biểu hiện của vi hiếp ngay cả từ chính những người thuộc cộng đồng LGBTQ+. Họ nói rằng việc họ bị gạt bỏ, hoặc không được chào đón hay được thấu hiểu trong cộng đồng đồng tính nam và đồng tính nữ là vi hiếp. Roffee và Waling cho rằng các vấn đề giữa nhiều nhóm người khác nhau phát sinh là do một người thường đưa ra các giả định manh tính định kiến dựa trên kinh nghiệm cá nhân và khi họ truyền đạt những giả định đó, người tiếp nhận có thể cảm thấy rằng nó thiếu tính khách quan và là một hình thức của vi hiếp.

### Tính liên tầng định kiến
Những người cùng thuộc nhiều nhóm thiểu số khác nhau (ví dụ: một người đàn ông Mỹ gốc Á đồng tính nam hoặc một phụ nữ chuyển giới) cũng phải đối mặt với nhiều lớp của hành vi vi hiếp dựa trên các yếu tố được cho là "loại trừ xã hội" tương ứng. Ví dụ, một người vừa là người đồng tính vừa mắc HIV, hay một người vừa là người dân tộc thiểu số vừa là một người lao động di cư phải chịu cùng lúc nhiều sự kỳ thị bởi cùng mang nhiều đặc tính không hợp chuẩn.

### Người mắc rối loạn tâm thần
Những người mắc rối loạn tâm thần cho biết họ nhận được nhiều hình thức vi hiếp một cách công khai đến từ gia đình và bạn bè cũng như từ những người có thẩm quyền. Trong một nghiên cứu liên quan đến sinh viên đại học và người lớn đang được điều trị tại cơ sở chăm sóc cộng đồng, có năm hình thức vi hiếp đã được xác định: bị vô hiệu, giả định về sự mặc cảm, nỗi sợ bệnh tâm thần, xấu hổ vì bệnh tâm thần và bị đối xử như công dân hạng hai. Việc bị vô hiệu sẽ xảy ra khi bạn bè và các thành viên trong gia đình coi nhẹ các triệu chứng sức khỏe tâm thần. Đôi khi, bệnh nhân mắc bệnh tâm thần bị đánh đống với việc có trí thông minh thấp hơn người bình thường.

### Người khuyết tật
Người khuyết tật cũng đối mặt với những hành vi vi hiếp nhưː quan niệm sai lầm rằng những người khuyết tật luôn muốn hoặc yêu cầu sửa chữa khiếm khuyết, hay bị hỏi những câu hỏi thiếu tế nhị.

### Truyền thông
Các thành viên trong các nhóm thiểu số cũng đã mô tả những hành vi vi hiếp do các nghệ sĩ thực hiện dưới các hình thức truyền thông khác nhau, ví dụ như truyền hình, phim, nhiếp ảnh, âm nhạc và văn học. Một số nhà nghiên cứu tin rằng nội dung văn hóa như vậy không chỉ phản ánh thực tế xã hội mà còn định hình xã hội, cho phép các cá nhân hấp thụ một cách không chủ đích các định kiến và thiên kiến dựa trên mức tiêu thụ phương tiện của họ.

### Phân biệt tuổi tác và sự không khoan dung
Vi hiếp có thể nhắm nhắm tới những người có chung độ tuổi hoặc hệ thống đức tin. Hành vi vi hiếp là một biểu hiện của hành vi bắt nạt sử dụng sức mạnh ngôn ngữ vi mô để biểu lộ sự không khoan dung một cách tinh tế và tiến đến loại bỏ bất kỳ mục tiêu nào bằng cách biểu thị khái niệm "người khác".

## Thủ phạm
Vì vi hiếp khó nhận ra và thủ phạm có thể có thành ý tốt nên nạn nhân thường cảm thấy mơ hồ, khó quy kết. Điều này có thể khiến họ bỏ qua hành vi vi hiếp và đổ lỗi cho bản thân là quá nhạy cảm.
Nếu bị phơi bày về hành vi vi hiệp, thủ phạm thường sẽ bảo vệ hành vi của mình bằng cách coi đó như một sự hiểu lầm, một trò đùa hoặc một điều gì đó nhỏ nhặt không đáng bị thổi phồng.
Một nghiên cứu năm 2020 liên quan đến các sinh viên đại học Mỹ đã tìm thấy mối tương quan giữa khả năng vi hiếp với thành kiến chủng tộc.

## Tác động
Một đánh giá học thuật năm 2013 về các hành vi vi hiếp đã kết luận rằng "tác động tiêu cực của các hành vi vi hiếp chủng tộc đối với sức khỏe tâm lý và thể chất đang bắt đầu được ghi nhận; tuy nhiên, những nghiên cứu này chủ yếu mang tính tương quan và dựa trên sự hồi tưởng và tự báo cáo, gây khó khăn cho việc xác định liệu các hành vi vi hiếp chủng tộc có thực sự gây ra các tác động tiêu cực tới sức khỏe hay không và nếu có thì thông qua cơ chế nào". Một đánh giá năm 2017 về nghiên cứu hành vi vi hiếp đã lập luận rằng khi các học giả cố gắng tìm hiểu tác hại có thể xảy ra từ vi hiếp, họ đã không tiến hành nhiều nghiên cứu về nhận thức hay hành vi, cũng như không có nhiều buổi thực nghiệm và họ đã dựa quá nhiều vào các lời khai mang tính hồi tưởng từ các tập hợp mẫu không đại diện cho bất kỳ nhóm người cụ thể nào. Những khẳng định này sau đó đã bị phản đối trong cùng một tạp chí đó vào năm 2020, nhưng sự phản đối trên đã bị chỉ trích vì không giải quyết được những phát hiện trong các cuộc đánh giá có hệ thống và tiếp tục rút ra những suy luận nhân quả từ dữ liệu tương quan.
Những nạn nhân của vi hiếp đã cảm thấy tức giận, thất vọng hoặc kiệt sức. Người Mỹ gốc Phi cho biết họ cảm thấy bị áp lực khi phải "đại diện" cho nhóm của họ, phải kìm nén bộc lộ bản sắc của chính họ và "trở nên giống như người da trắng". Theo thời gian, tác động tích lũy của vi hiếp được cho là dẫn đến giảm sút sự tự tin và khiến hình ảnh bản thân trở nên xấu, đồng thời có khả năng dẫn đến các vấn đề sức khỏe tâm thần như trầm cảm, lo âu và chấn thương tâm lý. Nhiều nhà nghiên cứu đã lập luận rằng những hành vi vi hiếp gây tổn hại nhiều hơn so với những hình thức biểu hiện công khai của phân biệt đối xử bởi vì chúng nhỏ và do đó thường bị bỏ qua nên khiến nạn nhân cảm thấy nghi ngờ bản thân và nghi ngờ về sự cần thiết trong việc tìm kiếm sự trợ giúp từ người khác, thay vì tức giận chính đáng và cô lập ra khỏi hành vi xấu. Một số nghiên cứu cho rằng hành vi vi hiếp gây ra gánh nặng đủ để khiến một số người da màu cảm thấy sợ hãi, không tin tưởng và/hoặc tránh tương tác với người da trắng để tránh bị vi hiếp. Mặt khác, một số người báo cáo rằng việc đối phó với vi hiếp đã giúp họ kiên cường hơn. Các học giả đã gợi ý rằng, mặc dù những hành vi vi hiếp "có vẻ nhỏ nhặt", nhưng chúng "nhiều đến mức việc cố gắng hoạt động trong một môi trường như vậy giống như 'nâng một tấn lông vũ'."

## Chỉ trích

### Thảo luận công chúng và gây hại cho người nói
Kenneth R. Thomas đã viết trong American Psychologist rằng các khuyến nghị lấy cảm hứng từ lý thuyết về vi hiếp, nếu "được thực hiện, có thể có tác động đáng sợ đối với quyền tự do ngôn luận và sự sẵn lòng của người Da trắng, bao gồm cả một số nhà tâm lý học, trong việc tương tác với người da màu." Các nhà xã hội học Bradley Campbell và Jason Manning đã viết trên tạp chí khoa học Comparative Sociology rằng khái niệm vi hiếp "thuộc một đẳng cấp cao hơn của các chiến thuật giải quyết xung đột trong đó người bị hại tìm cách thu hút và huy động sự hỗ trợ của bên thứ ba" mà đôi khi liên quan đến việc "xây dựng vỏ bọc cho hành động bằng cách ghi lại, phóng đại, hoặc thậm chí làm sai lệch hành vi phạm lỗi".
Một loại vi hiếp được một bản tin của Đại học Oxford đề xuất là tránh giao tiếp bằng mắt hoặc không nói chuyện trực tiếp với mọi người. Điều này đã gây ra một cuộc tranh cãi vào năm 2017 khi chỉ ra rằng các đề xuất như vậy thiếu tế nhị với những người mắc chứng tự kỷ, những người có thể gặp khó khăn khi giao tiếp bằng mắt.

### Văn hóa nạn nhân
Các nhà xã hội học Bradley Campbell và Jason Manning  trong bài viết của mình đã nói rằng việc diễn ngôn về vi hiếp sẽ dẫn đến văn hóa nạn nhân. Nhà tâm lý học xã hội Jonathan Haidt cho rằng văn hóa nạn nhân làm giảm "khả năng tự giải quyết các vấn đề nhỏ giữa các cá nhân" của nạn nhân và "tạo ra một xã hội với đầy xung đột đạo đức và sự gay gắt khi mọi người cạnh tranh để trở thành nạn nhân hoặc là người bảo vệ nạn nhân". Đồng quan điểm, nhà ngôn ngữ học và nhà bình luận xã hội John McWhorter nói rằng "việc dạy cho người da đen biết rằng những hành vi vi mô, và thậm chí những hành vi có tính vĩ mô hơn, sẽ kìm hãm chúng ta lại, làm tổn hại vĩnh viễn đến tâm lý của chúng ta hoặc khiến chúng ta được miễn trừ khỏi sự cạnh tranh thực sự." McWhorter không đồng ý rằng tồn tại của vi hiếp. Tuy nhiên, anh ấy lo lắng rằng xã hội tập trung quá nhiều vào vi hiếp sẽ gây ra các vấn đề khác và cho rằng thuật ngữ này nên được giới hạn trong trường hợp "khi mọi người coi thường nhau dựa trên khuôn mẫu."

### Kiệt sức về mặt cảm xúc
Greg Lukianoff và Jonathan Haidt trên tờ The Atlantic bày tỏ lo ngại rằng việc tập trung vào vi hiếp có thể gây ra nhiều chấn thương tinh thần hơn là trải nghiệm về hành vi vi hiếp tại thời điểm xảy ra. Họ tin rằng việc một cá nhân tự kiểm soát suy nghĩ hoặc hành động của mình để tránh khỏi vi hiếp có thể gây tổn hại về mặt tinh thần khi luôn tìm cách tránh trở thành kẻ bắt nạt. Và việc kiểm soát bản thân quá mức như vậy có thể dẫn đến tác động xấu tới tâm lý. Họ cũng cho rằng việc đặt những câu hỏi có tính hợp lý (chứ đừng nói đến sự chân thành) về trạng thái cảm xúc của ai đó trở nên khó khăn, dẫn đến việc cáo buộc có hành vi vi hiếp giống như công cuộc "săn phù thủy".
Amitai Etzioni, viết trên tờ The Atlantic, cho rằng việc tập trung chú ý đến những hành vi vi hiếp sẽ khiến việc giải quyết những vẫn đề nghiêm trọng hơn nhiều trở nên khó khăn.

### Khả năng đọc suy nghĩ
Theo Lilienfeld, một tác động có hại có thể có của vi hiếp là làm tăng xu hướng diễn giải quá mức lời nói của người khác theo cách tiêu cực. Lilienfeld đề cập vấn đề này như là khả năng đọc suy nghĩ, "trong đó người hỏi sẽ chỉ phỏng đoán rằng đối phương đang phản ứng tiêu cực với họ mà không có sự xác minh chính xác. Ví dụ như trong nghiên cứu của Sue và cộng sự liên quan đến câu hỏi "Bạn sinh ra ở đâu?" nhắm vào người Mỹ gốc Á bị cho là vi hiếp.:147